# Campeonato Mundial de Ajedrez 1990

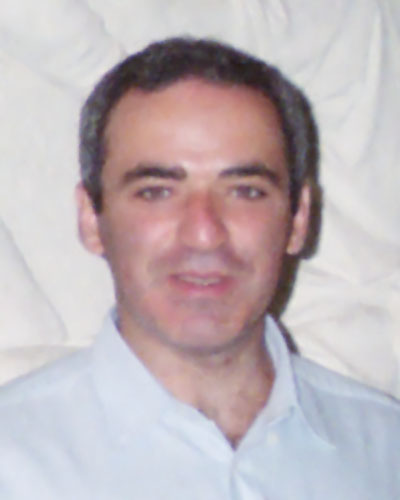
Garry

El Campeonato Mundial de Ajedrez 1990 fue un encuentro entre el retador Anatoli Kárpov de la Unión Soviética y su compatriota y campeón defensor Garri Kaspárov. Las 12 primeras partidas se jugaron en Nueva York, Estados Unidos; y las 12 últimas en Lyon, Francia. El primer juego empezó el 8 de octubre de 1990. El último juego empezó el 7 de noviembre del mismo año, que terminó empatado. Kaspárov ganó el match 12½-11½, manteniendo su condición de campeón.

## Antecedentes
Entre 1987 y 1990 las carreras de Kaspárov y de Kárpov fueron totalmente contrarias. Mientras Kaspárov lo ganaba todo con insultante facilidad y había superado el mítico récord de Bobby Fischer, obteniendo 2800 puntos Elo, Kárpov se mostraba mucho más inseguro. No obstante, seguían siendo los dos mejores jugadores del mundo y el siguiente mundial no podía ser otro que un nuevo duelo entre Kaspárov y Kárpov. Kaspárov volvía a ser el claro favorito. Las relaciones, tanto con la FIDE como con su país, se habían enfriado, hasta el punto de que se negaba a jugar con la bandera de la URSS (quería jugar con la bandera de la Federación Rusa); al final se jugó sin banderas. Cuando Kárpov volvió a ganar el Torneo de candidatos, Kaspárov exclamó: "le aplastaré de una vez por todas".

## Match
El match fue jugado como mejor de 24 juegos, las victorias contando 1 punto, los empates ½ punto, y las derrotas 0, y acabaría cuando un jugador llegue a 12½ puntos o gane 6 partidas. Si el match acabara en un empate 12 a 12, el campeón defensor (Kaspárov) retendría el título.
| Jugador        | 1 | 2 | 3 | 4 | 5 | 6 | 7 | 8 | 9 | 10 | 11 | 12 | 13 | 14 | 15 | 16 | 17 | 18 | 19 | 20 | 21 | 22 | 23 | 24 | Total (Vic) |
| -------------- | - | - | - | - | - | - | - | - | - | -- | -- | -- | -- | -- | -- | -- | -- | -- | -- | -- | -- | -- | -- | -- | ----------- |
| Garri Kaspárov | ½ | 1 | ½ | ½ | ½ | ½ | 0 | ½ | ½ | ½  | ½  | ½  | ½  | ½  | ½  | 1  | 0  | 1  | ½  | 1  | ½  | ½  | 0  | ½  | 12½ (4)     |
| Anatoli Kárpov | ½ | 0 | ½ | ½ | ½ | ½ | 1 | ½ | ½ | ½  | ½  | ½  | ½  | ½  | ½  | 0  | 1  | 0  | ½  | 0  | ½  | ½  | 1  | ½  | 11½ (3)     |

El match se celebraría en dos ciudades, en medio de la expectación mundial: Nueva York y Lyon. También se jugaba al mejor de 24 partidas, y quien consiguiese antes seis victorias se proclamaría campeón del mundo. Comenzó el 8 de octubre de 1990 en el teatro Hudson; pero antes, otra vez aconteció la polémica. Zurab Azmaiparashvili, a la sazón analista de Kaspárov, afirmó que alguien le había ofrecido 100.000 dólares por revelar los secretos de la preparación teórica de Kaspárov. Nunca quedó claro si fue una denuncia cierta o simple intoxicación.

### Primeras partidas
La primera partida fue tablas. En la segunda se impuso Kaspárov, gracias a una novedad en la jugada 19 de la Española. En la tercera partida Kaspárov sacrificó primero calidad y luego la dama para obtener una fuerte posición que obligó a Kárpov a devolver el material y conseguir unas tablas. La superioridad de Kaspárov, esta vez, parecía clara, y no faltaron voces que pronosticaron una fácil victoria. En la cuarta partida Kárpov tuvo una clara ventaja, pero apurado por el tiempo, cometió un error que le costó unas tablas. En este mundial Kárpov obtendría muchas ventajas que malograría por errores y con apuros de tiempo. Pero Kárpov no se desmoralizó tan fácilmente y ganó la séptima partida con gran estilo. El marcador volvía a estar igualado.

### Infartantes empates
La octava partida habría de ser infartante. Kaspárov consiguió una clara ventaja, atacó sin piedad la posición del rey; pero Kárpov se defendió con maestría y terminó sacando un peón de más y una posición ganadora. Así se aplazó la partida. Los grandes analistas del momento vaticinaban una clara victoria de Kárpov, pero la cosa no estaba tan clara, y una imprecisión de Kárpov llevó al empate.
En la novena partida se repitió el drama de la cuarta partida; un error de Kárpov malogró una posición ganadora. Tras otras dos tablas sin mayor importancia, otra vez, en la duodécima partida, Kárpov aceptó un empate en una posición con una mínima pero clara ventaja. Y de nuevo apareció el escándalo cuando se empezó a afirmar que tenían un acuerdo para llegar empatados a Lyon.

### Sorpresa de Kaspárov
Así terminó la etapa neoyorquina. Todo estaba como al principio. La primera partida de Lyon terminó en unas tablas anodinas, pero en la partida decimocuarta saltó de nuevo la sorpresa. Kaspárov planteó una Escocesa, que no se veía en mundiales desde los tiempos de Chigorín, y obtuvo una posición ventajosa. Sacrificó calidad y lanzó un violento ataque que puso a Kárpov al borde del abismo y con la bandera levantada; sin embargo se defendió estupendamente hasta el punto de que pudo entrar en una variante que seguramente sería ganadora. No obstante, prefirió amarrar las tablas.
En la decimoquinta partida Kárpov obtuvo clara ventaja pero Kaspárov logró empatar la partida. En la decimosexta Kaspárov volvería a plantear una Escocesa. La ventaja de Kaspárov, esta vez, era muy clara, pero Kárpov logró defenderse de manera casi mágica. No obstante, perdería aquella partida en la jugada 102. Kaspárov estaba por delante en el marcador, y todo el mundo pensaba que Kárpov estaba cansado.

### Kárpov logra empatar el match
La decimoséptima partida fue todo un modelo de match al estilo clásico, que hubiese firmado el mismísimo Capablanca. La manera de concebir, plantear y resolver la partida merece el estudio detallado por todos los aficionados, y al mismo tiempo es emocionante de principio a fin. Fue uno de los triunfos más bellos de Kárpov, que, por otra parte, le permitió empatar el encuentro.

### Kaspárov gana y empata, gana y empata...
La decimoctava partida fue un contundente triunfo de Kaspárov, que volvía a tener un punto de ventaja. En la decimonovena Kaspárov produjo otro escándalo, que ya empezaban a cansar, y que por lo tanto nadie lo tomó demasiado en serio. Terminó en tablas en una posición superior y Kaspárov afirmó que habían llegado a un acuerdo para empatar. La vigésima partida fue una contundente victoria de Kaspárov, tal vez la más clara de todas. La vigesimoprimera partida terminó en tablas a pesar de que Kárpov tuvo ventaja en toda la partida y sólo un error (otra vez) le privó de la victoria.

### Partidas finales
La partida vigesimosegunda era decisiva. Si terminaba en tablas Kaspárov se aseguraba el título. La lucha fue muy tensa. Kárpov se quedó con una pieza por tres peones, pero en la jugada 43 Kaspárov se había recuperado y Kárpov hubo de conformarse con las tablas, resignándose a perder el mundial. Las dos últimas partidas fueron honoríficas, y se resolvieron con una nueva victoria de Kárpov, ante un Kaspárov que jugó sin ambición, y unas nuevas tablas. El encuentro terminó 12½ a 11½. Kaspárov retenía el título mundial, pero no había cumplido su promesa: "le aplastaré de una vez por todas".

## Pos-match
Este fue el último mundial que jugaron Kaspárov y Kárpov, pero no sería el fin de la rivalidad. En los cinco años siguientes cada enfrentamiento, en torneo, entre Kaspárov y Kárpov se convertiría en un espectáculo mediático. Kárpov cedió en el siguiente torneo de candidatos ante Nigel Short que, en 1993, junto con Kaspárov, consumaría el cisma del ajedrez mundial. Kárpov recobraría, así, la corona de la FIDE, pero era un título devaluado, ante el empuje de Kaspárov, que continuaba siendo el primero en la lista Elo, aunque la victoria de Kárpov en Linares el siguiente año demostró que seguía en posición de rivalizar con Kaspárov. Además, a partir de 1995 aparecieron otros jugadores que amenazaban seriamente tanto a Kárpov, ya en descenso deportivo, como a Kaspárov. 